# Curcuma caesia
Curcuma caesia là một loài thực vật có hoa trong họ Gừng. Loài này được William Roxburgh mô tả khoa học đầu tiên năm 1810. Người Bengal gọi nó là nílkunth'ha hay kálá-haldí. Tên tiếng Anh của nó là black turmeric (nghĩa đen là nghệ đen, tuy nhiên không nhầm nó với nghệ đen ở Việt Nam là Curcuma zedoaria) hay black zedoary (nghĩa đen là nga truật đen).

## Từ nguyên
Tính từ định danh caesia là tiếng Latinh (giống đực: caesius, giống trung: caesium), nghĩa là xám xanh. Ở đây là nói tới ruột các củ chân vịt màu xám xanh của loài này.

## Phân bố
Loài này có tại Ấn Độ, Bangladesh.

## Mô tả
Thân rễ hình trứng, với các củ chân vịt ruột màu xám xanh (caesius). Lá hình mũi mác, có cuống, sọc màu tía ánh gỉ sắt sẫm xuống tới đoạn giữa, xuyên qua mặt dưới; mọi phần khác màu xanh lục. Cuống lá và bẹ lá màu xanh lục. Lá bắc sinh sản màu xanh lục ánh gỉ sắt, mào màu tía sẫm. Cán hoa ở bên. Mặt ngoài tràng hoa màu tía, bên trong màu vàng. Nở hoa tháng 5, ngay sau khi lá xuất hiện.

## Sử dụng
Theo Carey thì người Hindu giã nát rễ nó để đắp vào chỗ đau (khớp, vết thương).

## Tinh dầu
Một nghiên cứu về tinh dầu thân rễ của C. caesia từ miền trung Ấn Độ năm 2003 đã nhận dạng 30 hợp chất, chiếm 97% trọng lượng tinh dầu, với camphor (28%), ar-turmeron (12%), (Z)-ocimen (8%), ar-curcumen (7%), 1,8-cineol (5%), elemen (5%), borneol (4%), bornyl acetat (3%) và curcumen (3%) là các thành phần chính.
Nghiên cứu khác năm 2014 về tinh dầu thân rễ của C. caesia từ miền nam Ấn Độ nhận dạng 35 hợp chất, bao gồm tropolon (15,86 %) là thành phần chính, ledol (3,27 %), β-elemenon (3,03 %), α-bulnesen (3,02 %), spathulenol (2,42 %) là các thành phần phụ còn borneol (0,85 %), α-terpineol (0,77 %), eucalyptol (0,62 %), caryophyllen (0,45 %) là các thành phần dấu vết.
Nghiên cứu công bố năm 2020 về tinh dầu thân rễ của C. caesia từ miền bắc Ấn Độ đã nhận dạng 48 hợp chất, chiếm 99,28% trọng lượng tinh dầu, với các thành phần chính là cycloisolongifolen, 8,9-dehydro-9-formyl (11,67%), camphor (6,05%), eucalyptol (5,96), β-germacren (5,23%), 2,4,6-cycloheptatrien-1-on, 2-hydroxy-5-(3-methyl-2-butenyl)-4-(1-methylethenyl) (5,18%) và isoborneol (5.05%).

## Thư viện ảnh

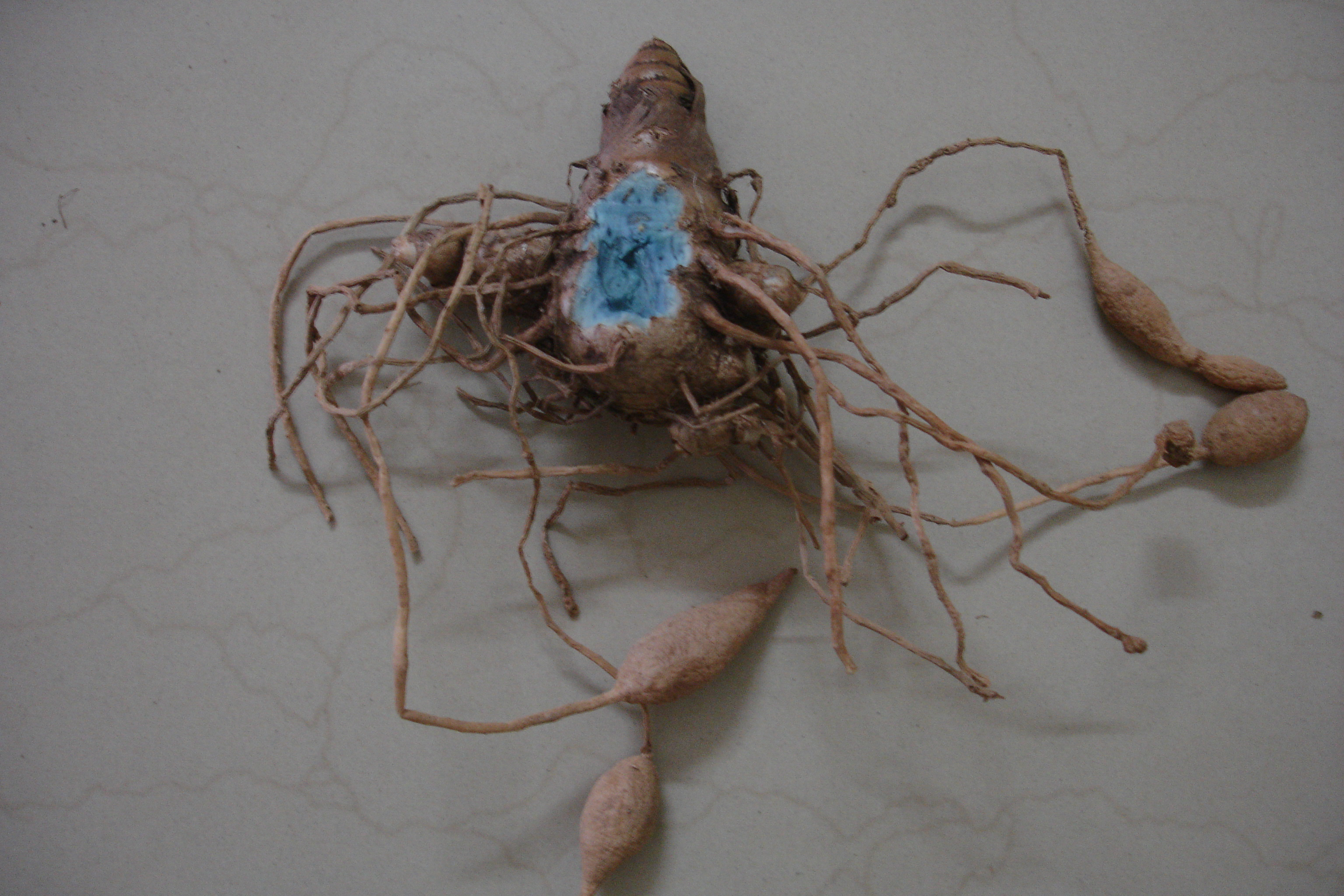
Thân rễ mới thu hoạch.
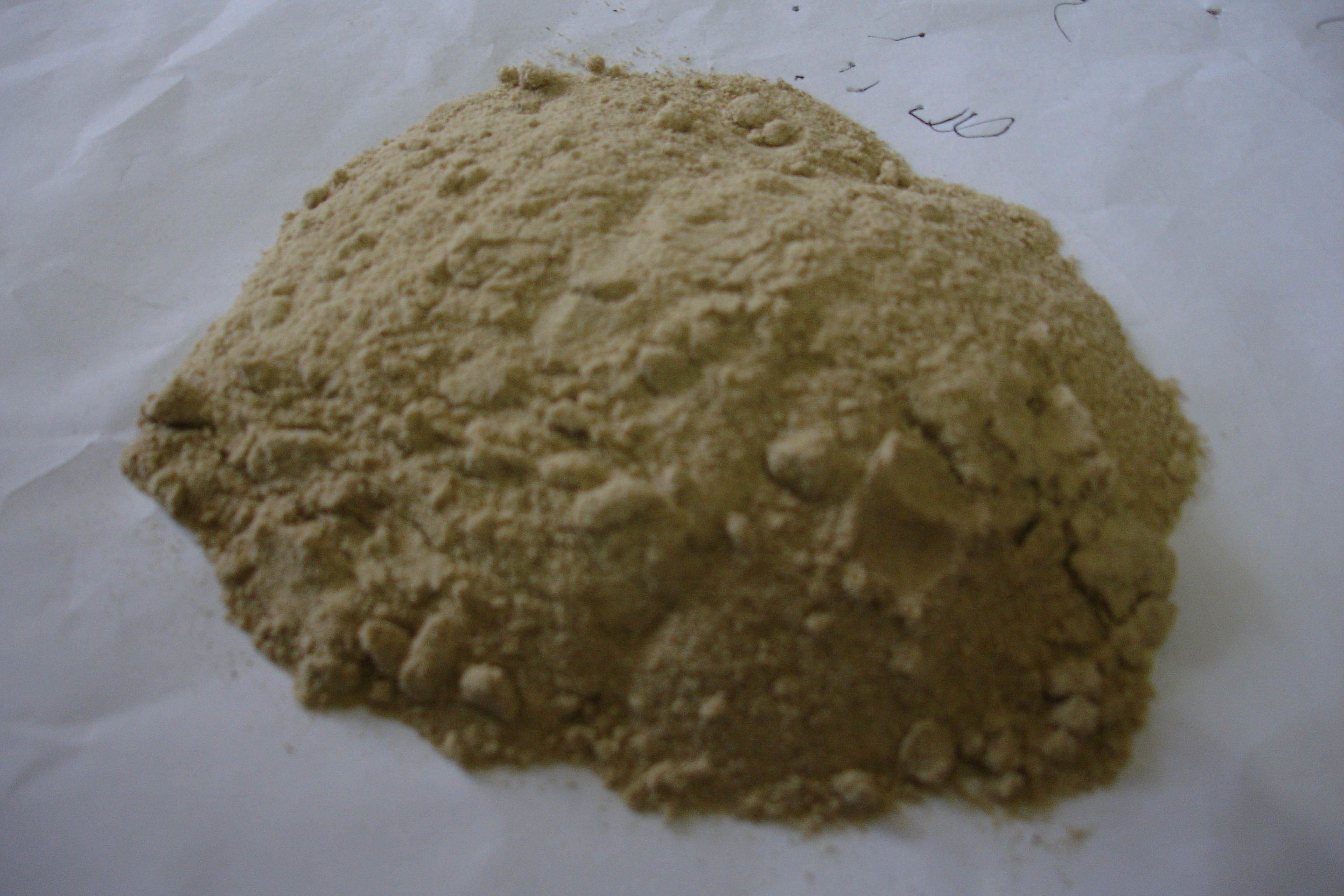
Bột nghệ thu từ thân rễ.